# Eichstruth
Eichstruth ist ein Ortsteil der Landgemeinde Uder im thüringischen Landkreis Eichsfeld.

## Geographie

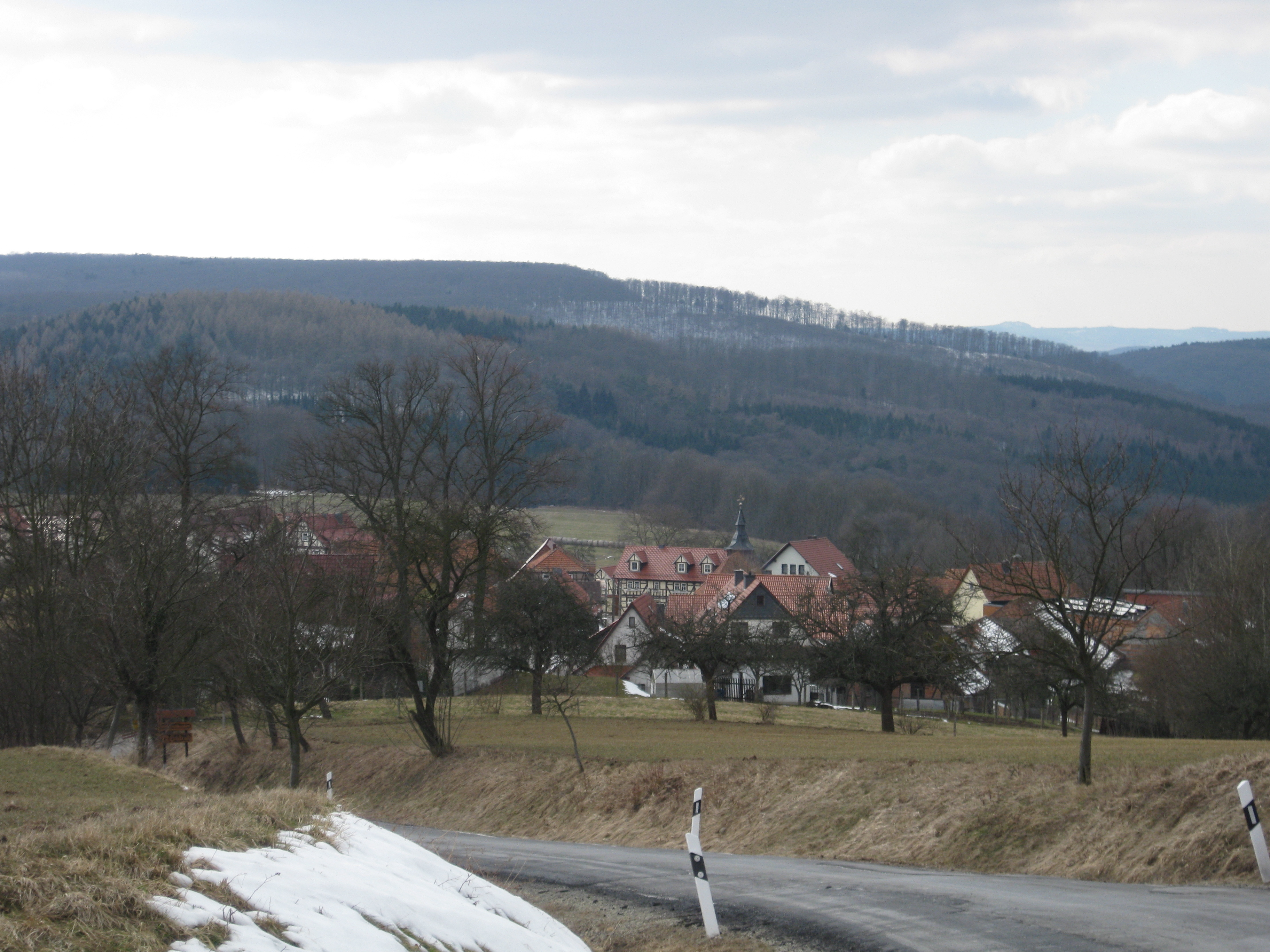
Eichstruth

Eichstruth befindet sich in einer Senke zwischen den Höhen des oberen Eichsfeldes, mit dem Eichstruther Kopf (503,0 m) im Nordosten und den nördlichen Ausläufern der Gobert mit dem Frauenberg (411,5 m) im Süden. In der Gemarkung entspringt ein Quellarm der Walse, der Tränktalgraben. Die Thomasquelle befindet sich an der Grenze zum Nachbarort Mackenrode.
Die Landesstraße L1003 ist hier Teil der Deutschen Märchenstraße und verbindet Eichstruth mit dem Orten im südlichen und westlichen Eichsfeld. An der Straße nach Mackenrode steht die sogenannte „Siegeseiche“, von der man einen Ausblick über das Walsetal bis zum Höheberg hat, eine Landschaft, die auch als „Eichsfeldische Schweiz“ bezeichnet wird.

## Geschichte
Eichstruth wurde erstmals 1236 urkundlich erwähnt. Der Name bezeichnet ein mit Eichen bestandenes sumpfiges Gelände. Von 1236 bis 1849 befand sich der Ort im Lehnsbesitz der Herren von Hanstein. Die Herren von Hanstein hatten auch die Gerichtsbarkeit und den Blubann inne. Im Jahr 1911 begann der Bau der heutigen Kirche. 1835 wurde im Dorf eine Schule errichtet, vorher mussten die Kinder nach Mackenrode zur Schule.
Von 1952 bis 1989 lag Eichstruth im Sperrgebiet und war damit von starken Einschränkungen im öffentlichen und privaten Belangen betroffen. Ab 1960 begann die Kollektivierung der Landwirtschaft, wo fast alle Einwohner arbeiteten. 1975 wurde der Schulbetrieb eingestellt. Eichstruth wurde 1993 Kreissieger im Wettbewerb: „Unser Dorf soll schöner werden“.
Seit dem 1. Februar 1992 gehörte die Gemeinde Eichstruth der Verwaltungsgemeinschaft Uder an. Mit Auflösung dieser am 1. Januar 2024 wurde Eichstruth ein Ortsteil der neugebildeten Landgemeinde Uder. Mit einer Fläche von 1,34 km² war Eichstruth die flächenkleinste Gemeinde Thüringens.

### Einwohnerentwicklung
Entwicklung der Einwohnerzahl (31. Dezember):
| - 1994: 91 - 1995: 90 - 1996: 88 - 1997: 90 - 1998: 86 - 1999: 87 - 2000: 88 | - 2001: 91 - 2002: 87 - 2003: 86 - 2004: 88 - 2005: 88 - 2006: 86 - 2007: 89 | - 2008: 89 - 2009: 88 - 2010: 88 - 2011: 92 - 2012: 90 - 2013: 85 - 2014: 84 | - 2015: 86 - 2016: 85 - 2017: 85 - 2018: 84 - 2019: 86 - 2020: 88 - 2021: 87 | - 2022: 83 |

Datenquelle: Thüringer Landesamt für Statistik

## Sehenswürdigkeiten
- Allerheiligenkirche (Eichstruth)
- Lourdesgrotte am Ortsrand

## Politik

### Ehemaliger Gemeinderat
Der ehemalige Gemeinderat von Eichstruth setzte sich aus sechs  Gemeinderatsmitgliedern  zusammen.
- Wahlvorschlag Wählergruppe Eichstruth:  6  Sitze

(Stand:   Kommunalwahl    am 25. Mai 2014)

### Ehemalige Bürgermeister
Bei den Kommunalwahlen in Thüringen 2019 wurde Nancy Riethmüller (Wählergruppe Eichstruth) mit 96,8 Prozent zur Bürgermeisterin gewählt.

## Regelmäßige Veranstaltungen
- Kirmes (3. Sonntag im Juli)
- Sportfest (Wochenende vor der Kirmes)

## Wirtschaft und Infrastruktur

### Verkehr
Die nächsten Haltepunkte sind Uder an der Bahnstrecke Halle–Hann. Münden, etwa 10 km nördlich von Eichstruth, und Bad Sooden-Allendorf an der Bahnstrecke Göttingen–Bebra, etwa 13 km westlich. Zu diesen beiden Orten und in die Kreisstadt Heilbad Heiligenstadt verkehrt wochentags bis Linie 13 der EW Bus GmbH.

### Wasser und Abwasser
Die Trinkwasserver- und Abwasserentsorgung wurde auf den Zweckverband Wasserversorgung und Abwasserentsorgung Obereichsfeld übertragen.

## Persönlichkeiten
- Markus Preiß Fernsehjournalist